# Henrik Larsson
Henrik Larsson (sinh ngày 20 tháng 9 năm 1971) là một cựu cầu thủ bóng đá người Thụy Điển. Anh là huyền thoại của câu lạc bộ Celtic khi ghi 242 bàn thắng trong 315 trận cho đội bóng giàu truyền thống của Scotland, xếp thứ 3 trong danh sách những chân sút vĩ đại nhất của Celtic sau Bobby Lennox (242) và Jimmy McGrory (468). Anh là được coi là người hùng trong trận chung kết Chung kết UEFA Champions League 2006 giữa FC Barcelona và Arsenal.

## Các câu lạc bộ đã và đang thi đấu
- 1991-1992: Hogaborgs BK
- 1992-1993: Helsingborgs IF
- 1993-1997: Feyenoord Rotterdam
- 1997-2004: Celtic F.C.
- 2004-2006: FC Barcelona
- 2006: Helsingborgs IF
- 2007: Manchester United (cho mượn)

"Tổng:"

## Thành tích

### Đội tuyển Thụy Điển
Tính đến trước World Cup 2006, Henrik đã 78 lần khoác áo đội tuyển Thụy Điển và ghi được 28 bàn thắng.
- Huy chương đồng World Cup 1994

### Câu lạc bộ
- UEFA Champions League: 2006
- Cúp bóng đá Hà Lan: 1994 và 1995
- Vô địch Scotland: 1998, 2001, 2002 và 2004
- Cúp bóng đá Scotland: 2001, 2004
- Cúp Liên đoàn bóng đá Scotland: 1998, 2001
- Vô địch Tây Ban Nha: 2005, 2006
- Siêu cúp bóng đá Tây Ban Nha: 2006
- Giải bóng đá ngoại hạng Anh: 2007

### Danh hiệu cá nhân
- Chiếc giày vàng châu Âu năm 2001 với 35 bàn thắng
- Quả bóng vàng Thụy Điển: 1998 và 2004
- Cầu thủ xuất sắc nhất Scotland do các cầu thủ bầu chọn: 1999 và 2001
- Cầu thủ xuất sắc nhất Scotland do các nhà báo bầu chọn: 1999 và 2001
- Cầu thủ xuất sắc nhất trong 50 năm của Thuỵ Điển do UEFA bình chọn: 2003

### Thống kê
| Thành tích cấp CLB  | Thành tích cấp CLB       | Thành tích cấp CLB  | Giải vô địch | Giải vô địch | Cúp quốc gia  | Cúp quốc gia  | Cúp liên đoàn       | Cúp liên đoàn       | Cúp châu lục | Cúp châu lục | Tổng cộng | Tổng cộng |
| Mùa giải            | CLB                      | Giải vô địch        | Trận         | Bàn          | Trận          | Bàn           | Trận                | Bàn                 | Trận         | Bàn          | Trận      | Bàn       |
| Thụy Điển           | Thụy Điển                | Thụy Điển           | Giải vô địch | Giải vô địch | Svenska Cupen | Svenska Cupen | League Cup          | League Cup          | Châu Âu      | Châu Âu      | Tổng cộng | Tổng cộng |
| ------------------- | ------------------------ | ------------------- | ------------ | ------------ | ------------- | ------------- | ------------------- | ------------------- | ------------ | ------------ | --------- | --------- |
| 1989                | Högaborg                 |                     | 21           | 1            | –             | –             | –                   | –                   | –            | –            | 21        | 1         |
| 1990                | Högaborg                 |                     | 21           | 7            | –             | –             | –                   | –                   | –            | –            | 21        | 7         |
| 1991                | Högaborg                 |                     | 22           | 15           | –             | –             | –                   | –                   | –            | –            | 22        | 15        |
| 1992                | Helsingborg              | Div I Södra         | 31           | 34           | –             | –             | –                   | –                   | –            | –            | 31        | 34        |
| 1993                | Helsingborg              | Allsvenskan         | 25           | 16           | 5             | 1             | –                   | –                   | –            | –            | 30        | 17        |
| Hà Lan              | Hà Lan                   | Hà Lan              | Giải vô địch | Giải vô địch | KNVB Cup      | KNVB Cup      | League Cup          | League Cup          | Châu Âu      | Châu Âu      | Tổng cộng | Tổng cộng |
| 1993–94             | Feyenoord                | Eredivisie          | 15           | 1            | 12            | 5             | –                   | –                   | –            | –            | 27        | 6         |
| 1994–95             | Feyenoord                | Eredivisie          | 23           | 8            | 9             | 1             | –                   | –                   | 6            | 7            | 38        | 16        |
| 1995–96             | Feyenoord                | Eredivisie          | 32           | 10           | 4             | 1             | –                   | –                   | 7            | 1            | 43        | 12        |
| 1996–97             | Feyenoord                | Eredivisie          | 31           | 7            | 4             | 0             | –                   | –                   | 6            | 1            | 41        | 8         |
| Scotland            | Scotland                 | Scotland            | Giải vô địch | Giải vô địch | Scottish Cup  | Scottish Cup  | Scottish League Cup | Scottish League Cup | Châu Âu      | Châu Âu      | Tổng cộng | Tổng cộng |
| 1997–98             | Celtic                   | Premier Division    | 35           | 16           | 4             | 0             | 5                   | 3                   | 2            | 0            | 46        | 19        |
| 1998–99             | Celtic                   | Premier League      | 35           | 29           | 5             | 5             | 0                   | 0                   | 8            | 4            | 48        | 38        |
| 1999–2000           | Celtic                   | Premier League      | 9            | 7            | 0             | 0             | 0                   | 0                   | 4            | 5            | 13        | 12        |
| 2000–01             | Celtic                   | Premier League      | 37           | 35           | 6             | 9             | 2                   | 5                   | 5            | 4            | 50        | 53        |
| 2001–02             | Celtic                   | Premier League      | 33           | 29           | 3             | 2             | 1                   | 0                   | 10           | 4            | 47        | 35        |
| 2002–03             | Celtic                   | Premier League      | 35           | 28           | 2             | 2             | 2                   | 2                   | 12           | 12           | 52        | 44        |
| 2003–04             | Celtic                   | Premier League      | 37           | 30           | 5             | 5             | 1                   | 0                   | 15           | 5            | 58        | 40        |
| Tây Ban Nha         | Tây Ban Nha              | Tây Ban Nha         | Giải vô địch | Giải vô địch | Copa del Rey  | Copa del Rey  | Copa de la Liga     | Copa de la Liga     | Châu Âu      | Châu Âu      | Tổng cộng | Tổng cộng |
| 2004–05             | Barcelona                | La Liga             | 12           | 3            | 0             | 0             | –                   | –                   | 4            | 1            | 16        | 4         |
| 2005–06             | Barcelona                | La Liga             | 28           | 10           | 4             | 4             | –                   | –                   | 10           | 1            | 42        | 15        |
| Thụy Điển           | Thụy Điển                | Thụy Điển           | Giải vô địch | Giải vô địch | Svenska Cupen | Svenska Cupen | League Cup          | League Cup          | Châu Âu      | Châu Âu      | Tổng cộng | Tổng cộng |
| 2006                | Helsingborg              | Allsvenskan         | 15           | 8            | 5             | 4             | –                   | –                   | –            | –            | 20        | 12        |
| Anh                 | Anh                      | Anh                 | Giải vô địch | Giải vô địch | Cúp FA        | Cúp FA        | Cúp Liên đoàn       | Cúp Liên đoàn       | Châu Âu      | Châu Âu      | Tổng cộng | Tổng cộng |
| 2006–07             | Manchester United        | Premier League      | 7            | 1            | 4             | 1             | 0                   | 0                   | 2            | 1            | 13        | 3         |
| Thụy Điển           | Thụy Điển                | Thụy Điển           | Giải vô địch | Giải vô địch | Svenska Cupen | Svenska Cupen | League Cup          | League Cup          | Châu Âu      | Châu Âu      | Tổng cộng | Tổng cộng |
| 2007                | Helsingborg              | Allsvenskan         | 22           | 9            | 1             | 0             | –                   | –                   | 9            | 9            | 32        | 18        |
| 2008                | Helsingborg              | Allsvenskan         | 27           | 14           | 1             | 0             | –                   | –                   | 2            | 0            | 30        | 14        |
| 2009                | Helsingborg              | Allsvenskan         | 20           | 7            | 1             | 0             | –                   | –                   | 4            | 3            | 22        | 10        |
| 2006–07             | Manchester United (mượn) | Premier League      | 7            | 1            | 4             | 1             | 0                   | 0                   | 2            | 1            | 13        | 3         |
| 2012                | Råå                      | Allsvenskan         | 1            | 0            | –             | –             | –                   | –                   | –            | –            | 1         | 0         |
| 2013                | Högaborg                 | Allsvenskan         | 2            | 0            | –             | –             | –                   | –                   | –            | –            | 2         | 0         |
| Tổng cộng           | Thụy Điển                | Thụy Điển           | 204          | 111          | 13            | 5             | –                   | –                   | 15           | 12           | 239       | 128       |
| Tổng cộng           | Hà Lan                   | Hà Lan              | 101          | 26           | 29            | 7             | –                   | –                   | 19           | 9            | 149       | 42        |
| Tổng cộng           | Scotland                 | Scotland            | 221          | 174          | 25            | 23            | 11                  | 10                  | 56           | 34           | 313       | 242       |
| Tổng cộng           | Tây Ban Nha              | Tây Ban Nha         | 40           | 13           | 4             | 4             | –                   | –                   | 14           | 2            | 58        | 19        |
| Tổng cộng           | Anh                      | Anh                 | 7            | 1            | 4             | 1             | 0                   | 0                   | 2            | 1            | 13        | 3         |
| Tổng cộng sự nghiệp | Tổng cộng sự nghiệp      | Tổng cộng sự nghiệp | 576          | 325          | 75            | 40            | 11                  | 10                  | 106          | 59           | 768       | 434       |

| Đội tuyển bóng đá Thụy Điển | Đội tuyển bóng đá Thụy Điển | Đội tuyển bóng đá Thụy Điển |
| Năm                         | Trận                        | Bàn                         |
| --------------------------- | --------------------------- | --------------------------- |
| 1993                        | 2                           | 1                           |
| 1994                        | 14                          | 5                           |
| 1995                        | 6                           | 0                           |
| 1996                        | 6                           | 1                           |
| 1997                        | 2                           | 0                           |
| 1998                        | 7                           | 1                           |
| 1999                        | 9                           | 2                           |
| 2000                        | 8                           | 2                           |
| 2001                        | 10                          | 9                           |
| 2002                        | 8                           | 3                           |
| 2003                        | 1                           | 0                           |
| 2004                        | 9                           | 8                           |
| 2005                        | 5                           | 2                           |
| 2006                        | 6                           | 2                           |
| 2007                        | 0                           | 0                           |
| 2008                        | 9                           | 1                           |
| 2009                        | 4                           | 0                           |
| Total                       | 106                         | 37                          |

### Sự nghiệp
| Professional career totals | Professional career totals | Professional career totals | Professional career totals |
| Teams                      | Appearances                | Goals                      | Goals per game             |
| -------------------------- | -------------------------- | -------------------------- | -------------------------- |
| Clubs                      | 772                        | 434                        | 0,56                       |
| National team              | 106                        | 037                        | 0,35                       |
| Total                      | 878                        | 471                        | 0,54                       |